# Auliella crucigera
Auliella crucigera (лат.) — вид вымерших равнокрылых стрекоз из семейства Steleopteridae, живших на территории современного Казахстана во времена юрского периода (166,1—157,3 млн лет назад). Единственный вид в роде Auliella.

## История изучения
Голотип PIN 2066/301, представляющий из себя почти полный отпечаток крыла, был обнаружен рядом с казахским городом Шымкентом на границе позднекелловейских и раннеоксфордских отложений. Не сохранилась только петиоль крыла. Предполагается, что обнаруженное крыло было задним. Людмила Натановна Притыкина описала вид в 1968 году.

## Описание
Крыло узкое, удлиненно-овальное, от птеростигмы до узелка его ширина почти одинакова. Постнодальных поперечных жилок 14—15. R3 начинается на две ячейки дистальнее узелка. Дистальная сторона четырёхугольника более чем в два раза длиннее проксимальной. Первая ветвь анальной жилки гребенчатая, с правильно чередующимися прямыми и изогнутыми ветвями. Общее число поперечных жилок сравнительно невелико; большинство ячеек прямоугольные. Крылья достигали 28 мм в длину. Были быстрыми насекомоядными хищниками.